# Jordskælvet i Messina 1908
Jordskælvet i Messina 1908 kunne mærkes i Napoli, på Malta og så langt væk som det nuværende Montenegro og Albanien. Ca. 90% af bygningerne i Messina blev ødelagt. Ødelæggelserne i Reggio di Calabria og Palmi på den anden side af Messinastrædet ca. 6 km væk, var også omfattende.

## Skælvet
Den 28. dec. 1908 kl. 5:02 om morgenen, havde et jordskælv på 7,2 Mw sit epicenter i Messinastrædet ml. Sicilien og Calabrien på det italienske fastland. I alt døde 72.000 mennesker heraf mere end 40% af provinsen Messinas befolkning (baseret på statistiske data fra 1901-1910 - nogle kilder nævner op mod 110.000 dødsfald). Skælvet udløste også en tsunami der ved kysterne i selve Messinastrædet nåede bølgehøjder på 6m - 12m. En del af de overlevende emigrerede efterfølgende til USA for at starte et nyt liv.

## Galleri
| - Billeder fra jordskælvet - Ligene af de omkomne i Messina, December 1908 - Oprydning i ruinerne på vejen til Catania, Sicilien - Hjemløse ofre for det store skælv i Messina, i 1908, under et telt. - Den ødelagte kirke San Rocco i Palmi. |